# Santiago de Subarrifana
Santiago de Subarrifana é uma povoação portuguesa do Município de Penafiel que foi sede da extinta Freguesia de Santiago de Subarrifana, freguesia que tinha 1,60 km² de área e 1 006 habitantes (2011), e, por isso, uma densidade populacional de 628,8 hab/km².
A Freguesia de Santiago de Subarrifana foi extinta pela reorganização administrativa de 2012/2013, sendo o seu território integrado na Freguesia de Penafiel.

## População
| População da freguesia de Santiago de Subarrifana | População da freguesia de Santiago de Subarrifana | População da freguesia de Santiago de Subarrifana | População da freguesia de Santiago de Subarrifana | População da freguesia de Santiago de Subarrifana | População da freguesia de Santiago de Subarrifana | População da freguesia de Santiago de Subarrifana | População da freguesia de Santiago de Subarrifana | População da freguesia de Santiago de Subarrifana | População da freguesia de Santiago de Subarrifana | População da freguesia de Santiago de Subarrifana | População da freguesia de Santiago de Subarrifana | População da freguesia de Santiago de Subarrifana | População da freguesia de Santiago de Subarrifana | População da freguesia de Santiago de Subarrifana |
| ------------------------------------------------- | ------------------------------------------------- | ------------------------------------------------- | ------------------------------------------------- | ------------------------------------------------- | ------------------------------------------------- | ------------------------------------------------- | ------------------------------------------------- | ------------------------------------------------- | ------------------------------------------------- | ------------------------------------------------- | ------------------------------------------------- | ------------------------------------------------- | ------------------------------------------------- | ------------------------------------------------- |
| 1864                                              | 1878                                              | 1890                                              | 1900                                              | 1911                                              | 1920                                              | 1930                                              | 1940                                              | 1950                                              | 1960                                              | 1970                                              | 1981                                              | 1991                                              | 2001                                              | 2011                                              |
|                                                   |                                                   |                                                   |                                                   |                                                   |                                                   |                                                   | 545                                               | 607                                               | 708                                               | 766                                               | 958                                               | 1 092                                             | 1 050                                             | 1 006                                             |

Criada pelo decreto-lei nº 23.632, de 06/03/1934, com lugares desanexados da freguesia de Penafiel
| Distribuição da População por Grupos Etários | Distribuição da População por Grupos Etários | Distribuição da População por Grupos Etários | Distribuição da População por Grupos Etários | Distribuição da População por Grupos Etários | Distribuição da População por Grupos Etários | Distribuição da População por Grupos Etários | Distribuição da População por Grupos Etários | Distribuição da População por Grupos Etários | Distribuição da População por Grupos Etários |
| -------------------------------------------- | -------------------------------------------- | -------------------------------------------- | -------------------------------------------- | -------------------------------------------- | -------------------------------------------- | -------------------------------------------- | -------------------------------------------- | -------------------------------------------- | -------------------------------------------- |
| Ano                                          | 0-14 Anos                                    | 15-24 Anos                                   | 25-64 Anos                                   | > 65 Anos                                    |                                              | 0-14 Anos                                    | 15-24 Anos                                   | 25-64 Anos                                   | > 65 Anos                                    |
| 2001                                         | 198                                          | 173                                          | 568                                          | 111                                          |                                              | 18,9%                                        | 16,5%                                        | 54,1%                                        | 10,6%                                        |
| 2011                                         | 167                                          | 118                                          | 582                                          | 139                                          |                                              | 16,6%                                        | 11,7%                                        | 57,9%                                        | 13,8%                                        |

Média do País no censo de 2001:  0/14 Anos-16,0%; 15/24 Anos-14,3%; 25/64 Anos-53,4%; 65 e mais Anos-16,4%
Média do País no censo de 2011:   0/14 Anos-14,9%; 15/24 Anos-10,9%; 25/64 Anos-55,2%; 65 e mais Anos-19,0%